# Celia Wray
Celia Wray (30 mai 1872 - 30 novembre 1954) est une suffragette anglaise et architecte. Pendant de nombreuses années, elle a eu une relation lesbienne avec la scientifique Alice Laura Embleton.

## Biographie
Celia Wray est née à Barnsley dans le Yorkshire en 1872, la fille de Jane Burrows née Batty (1846-1910) et Charles Wray (1844-1931), un charcutier qui fut maire de Barnsley de 1896 à 1897 et de nouveau de 1903 à 1904. Il avait créé une entreprise à Barnsley où il était conseiller libéral pour le quartier ouest de Barnsley à partir de 1889, et a pris sa retraite en tant qu'échevin en 1924. Il était président de la District Butchers' Association et était un partisan de l'Église méthodiste unie de Blucher Street et de la Tradesmen's Benevolent Institution. Il a été nommé freeman de l'arrondissement en 1921, avant sa retraite.
Pendant un certain temps, Celia Wray a été architecte à Barnsley où, en 1908, elle a conçu des cottages à Cudworth (en) qui existent toujours. Vers 1896, elle soutenait le Women's Emancipation Union (en). Elle était également une militante de premier plan pour le suffrage des femmes en tant que membre dirigeant de la Barnsley Women's Suffrage Society (fondée en 1902), dont elle était la secrétaire de 1908 à 1920, lorsqu'elle a quitté la ville. Elle était en couple avec une cancérologue Alice Laura Embleton (1876-1960). Les deux femmes ont été photographiées avec d'autres suffragettes manifestant devant les bureaux du Barnsley Chronicle (en) en janvier 1910. En 1911, Wray vivait avec son père à Barnsley lorsque le jour du recensement du Royaume-Uni de 1911 (en), Alice Embleton leur rendit visite. Comme beaucoup d'autres suffragettes, les deux femmes ont écrit sur le document du recensement le slogan « Getting votes for those who pay the piper. Getting votes for women ».

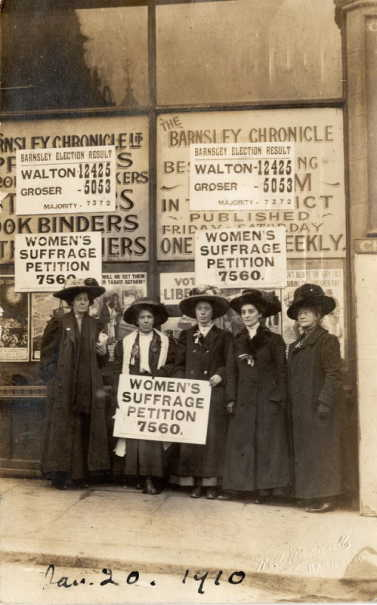
Alice Laura Embleton, Mlle O. Royston, Celia Wray, Mlle M. Fielden et Mlle E. Ford protestant devant les bureaux du Barnsley Chronicle le 20 janvier 1910

Celia Wray, Alice Embleton, Evelina Haverfield et Vera Holme ont mis en place la « Foosack League » dont l'adhésion était réservée aux femmes et aux suffragettes ; les preuves internes suggèrent que la Foosack League était une société secrète lesbienne. Certes, toutes quatre étaient des amies proches comme en témoignent les nombreuses lettres écrites entre elles, notamment pendant la Première Guerre mondiale.
Dans ses dernières années, Celia Wary a vécu avec Alice Embleton à The Elms, Saxmundham, Suffolk.
Celia Wray est décédée à Blythburgh, Suffolk en 1954, à l'âge de 82 ans.